# 尤浩
尤浩（1992年4月26日—），江苏徐州人，中国男子競技體操運動員。

## 簡歷
尤浩四岁時开始学体操，但由于他学习較其他隊員慢，省队並不看好他的前途，前后换了四位教练也被放弃。正当省队准备把尤浩退回老家徐州時，在南京体育学院体操系执教的前奥运冠军黄旭观看了他的训练，发现他基本功虽差，但双杠、吊环项目的能力比较强，而当时江苏队在这两个项目恰恰较弱。黄旭和师父王国庆商量后，决定对尤浩进行体能测试，發現他在某些专项指标达到杨威当年的水平，说明他是一名可造之材。在王国庆教练培养下，尤浩得到了飞速的进步。
2012年，已經20岁的尤浩才首次入選中国国家体操队，但不久便成为吊环和双杠项目上的绝对主力。领队叶振南形容他有南方人的细腻，也有北方人的粗矿，低调、稳重、踏实是他的最大特点。
2014年，尤浩出戰在南宁舉行的世界競技體操錦標賽，他起初只是队伍的替補，但在开赛前最后时刻卻被獲派顶替刘榕冰。尤浩在比赛中发挥稳定，除与队友合作获得男团金牌外，还获得吊环铜牌。
2015年，尤浩出戰在格拉斯哥舉行的世界競技體操錦標賽，他在最后一个比赛日以16.216分夺得男子双杠冠军，为中国队第13次夺得世锦赛双杠冠军和男队在該届世锦赛的唯一一块金牌。尤浩在賽後表示：“这套双杠是我这次比赛表现得最好的一套了，除了一个动作有一点小失误，其他动作的表现我都挺满意的。”2016年8月里约奥运会中，张成龙、林超攀、邓书弟、尤浩、刘洋为中国军团摘获一枚铜牌。

## 外部連結
- You Hao在国际体操联合会的相关介绍